# Цафендас, Димитрис
Димитрис Цафендас (греч. Δημήτρης Τσαφέντας, африк. Demetrios Tsafendas; 14 января 1918 — 7 октября 1999) — левый общественный и политический деятель греческого происхождения, известен как убийца премьер-министра Южной Африки Хендрика Фервурда, «Архитектора Апартеида», 6 сентября 1966 года. В 2018 году вышло исследование, опровергающее «невменяемость» Цафендаса.

## Молодость
Цафендас родился в Лоренцо-Маркеше (сегодняшний Мапуто) в семье греческого  моряка Михалиса Цафендаса и мозамбикской мулатки Амелии Вильямс. Члены его семьи принимали участие в Критском восстании, а отец был убеждённым анархистом. Димитрис был послан в Египет к своей бабушке в возрасте всего лишь одного года.
Цафендас вернулся в Мозамбик через 5 лет; а затем, в возрасте десяти лет, переехал в Трансвааль, где учился в начальной школе Миддлбурга с 1928 по 1930 год.
После этого он вернулся в Мозамбик, где последующие два года учился в церковной школе.
Цафендас был вынужден работать с 16 лет на разных работах.
В 20-летнем возрасте португальская тайная полиция ПИДЕ завела на него дело за распространение коммунистической пропаганды, и он покинул португальские владения, вновь отправившись в Южную Африку. Там он вступил в  Южно-Африканскую коммунистическую партию в 1930-е годы.
Он стал торговым моряком в период Второй мировой войны, в 1941 году.
Он служил на судах, шедших в конвоях из США, и провёл последующие 20 лет путешествуя. В 1947 году американцы депортировали его в охваченную гражданской войной Грецию, где он поддерживал созданную коммунистами Демократическую армию, а после её поражения отправился в Португалию, но там был вновь арестован полицией за свою политическую деятельность в 1938 году, подвергнут девятимесячному заключению в двух печально известных тюрьмах для политузников и не допущен ни в Мозамбик, ни в Южную Африку. Его дальнейшее изгнание и странствия продлились ещё 12 лет (амнистию в Португалии он получил только в 1963 году, убедив власти, что он больше не коммунист).
В этот период он начал испытывать психотические эпизоды, что привело к кратковременному лечению в разных странах, в том числе 6-месячное содержание на острове Эллис, где ему был поставлен диагноз шизофреника
Во время своих странствий он изучил 8 языков и после своего возвращения в Южную Африку некоторое время работал в качестве переводчика.
Цафендаса избегали в белых кругах Южной Африки из-за его тёмной кожи, хотя по законам системы апартеида он был классифицирован как белый
Тем не менее, по причине его внешнего вида на протяжении всей своей жизни он сталкивался с насмешками и остракизмом белого южно-африканского общества.
Он стал членом секты Два по два (Two by Twos) во время своего посещения Греции, и связался с его членами после возвращения в Южную Африку по временной визе.
Незадолго до убийства Цафендас обратился с просьбой о своей реклассификации с «белого» на «цветного», с тем, чтобы он на законных основаниях жил со своей подружкой мулаткой, но его просьба была отклонена

## Убийство
В 1966 году, Цафендас, в возрасте 48 лет, получил временное рабочее место в качестве парламентского посланника. Месяцем позже, 6 сентября, премьер-министр Фервурд вошёл в зал Парламента и занял своё место.
Цафендас подошёл к нему, вытащил скрытый нож, и нанёс Фервурду четыре удара в туловище, прежде чем он был отброшен от премьера другими членами парламента.
Во время этой попытки Цафендас получил не угрожающие его жизни травмы. Хотя убийство по всей видимости было преднамеренным, он не имел никакого плана к бегству и был легко задержан.
Он был доставлен в полицейский участок, затем был переведён в госпиталь, где он дал интервью. Позже он был возвращён в тюрьму в ожидании суда

## Суд и заключение
После убийства, лидеры движения против апартеида дистанцировались от любой связи с Цафендасом.
Несмотря на то что за поступком не высматривалась никакая политическая мотивация, шестью днями после убийства, Цафендас заявил полиции, что он убил Фервурда по причине «отвратительной расовой политики».
Другой источник указывал, что Цафендас верил, что Фервурд «помогал неграм за счёт белых».
На суде судья Андрис Бейерс заявил, что Цафендас не виновен в убийстве по причине невменяемости.
Ему была диагностирована шизофрения и полицией и защитой было заявлено, что он говорил, что внутри него живёт гигантский ленточный червь, который разговаривал с ним.
Суд заявил, что он находится под стражей «по указанию государственного президента», это означало, что только государственный президент (позже президент) располагал властью освободить его.
Цафендас умер в заключении.

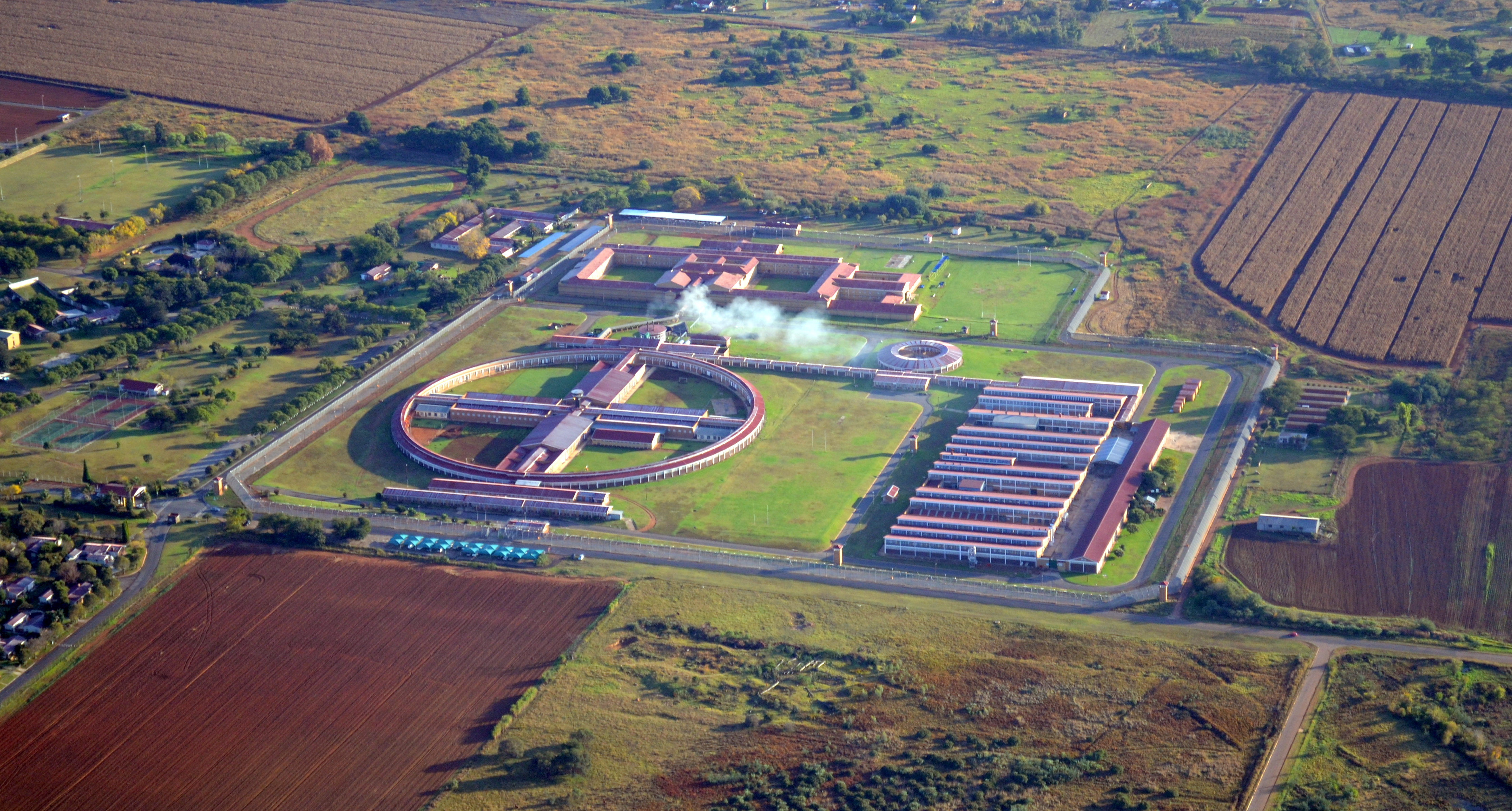
Тюрьма Зондерватер

Цафендас был первым кому, предоставили камеру смертников в центральной тюрьме Претории, рядом с помещением, где вешали людей, иногда по семь за раз.
В 1986 году он был переведён в тюрьму Зондерватер (Zonderwater Prison) около Куллинана (Cullinan). В 1994 году он был переведён в психиатрическую клинику у Крюгерсдорпа.
В 1999 году Лизе Кей (Liza Key) разрешили провести с ним два телеинтервью для документального фильма «Вопрос Безумия» («A Question of Madness»); она выдвинула предположение, что он действовал в рамках более широкого заговора.

## Смерть
Цафендас умер в возрасте 81 лет в октябре 1999 года от пневмонии, усугублённой хронической сердечной недостаточностью. На момент его смерти он не рассматривался героем в кругах борющихся против апартеида.
Похороны были проведены в соответствии с обрядами Греческого православия, и он был похоронен в безымянной могиле за госпиталем Стеркфонтейн (Sterkfontein Hospital).
Не более десяти человек приняли участие в службе.

## В популярной культуре
Награждённая призами пьеса под именем Цафендас, написанная Антоном Крюгером (Anton Krueger), была представлена южно-африканскому зрителю в 2002 году.
Лондонская пьеса под именем I.D. была написана известным шекспировским актёром Энтони Шером, который жил в Кейптауне во время инцидента.
Премьера I.D. состоялась в лондонском театре Алмейда в 2003 году, после чего последовали постановки в США в 2005 году.